# Yaáfar al-Mushafi
Abu-l-Hasan Yaáfar ben Uthmán al-Mushafi o simplemente Yaáfar al-Mushafi era un estadista andalusí, chambelán de los califas omeyas de Córdoba Alhakén II y Hisham II.

## Orígenes
Provenía de una humilde familia de origen bereber asentada en Valencia. Su padre fue preceptor de Alhakén II, que le tomó bajo su protección y le nombró secretario personal mucho antes del ascender al trono. Gozó toda su vida de la confianza de Alhakén, que valoraba en especial su integridad.
Excelente poeta y muy cultivado, el califa le convirtió en el personaje más importante de la Administración, lo que le atrajo envidias.
Durante el reinado de Abderramán III, ejerció como gobernador de Mallorca. Ya bajo su hijo, tuvo el control y supervisión de diferentes provincias.

## Chambelán
Gracias al favor de Alhakén y recién nombrado este califa, ascendió a visir y después a jefe de la policía capitalina. Importantes familias árabes de la capital, no obstante, veían con malos ojos su poder. Estas estaban acostumbradas a copar los cargos más altos de la Administración y consideraban a Al-Mushafi un advenedizo culpable de nepotismo una vez confirmado como chambelán por Hisham.
Enfermo Alhakén, asumió la dirección del Gobierno. El califa le puso al frente de la guardia bereber que debía servir para custodiar al heredero. Durante los últimos meses de vida de Alhakén, se encargó de deshacerse de cualquier posible amenaza para su hijo, lo que conllevó el traslado de algunos destacados bereberes al Magreb —con la excusa de su nombramiento para gestionar los asuntos de la región— o la expulsión de los idrisíes cautivos en Córdoba a Oriente.
Principal partidario de Hisham frente a los pretendientes mayores de edad de la familia omeya, permaneció como chambelán —acompañado de Almanzor ya como visir—, una vez que este logró el trono califal a la muerte de su padre en octubre del 976. Se enfrentó con éxito a la poderosa camarilla de eslavones gracias al apoyo militar de la guardia bereber creada por Alhakén para su hijo. Ochocientos de ellos fueron expulsados de palacio durante la crisis sucesoria, durante la que dos de sus más importantes representantes habían apoyado en vano a un tío de Hisham, al-Mughira, como pretendiente al trono. Al-Mushafi fingió aceptar el designio de los confabulados para, a continuación, reunir a los partidarios de Hisham. Conscientes de que el apartamiento de este en favor de su tío acabaría con su poder, los reunidos aprobaron el asesinato del pretendiente, aunque ninguno se atrevía a llevar a cabo la muerte hasta que Almanzor se presentó voluntario. Acompañado de unos soldados de confianza, este acudió a la residencia de al-Mughira y le comunicó la muerte de su hermano. Amedrentado al-Mughira, Almanzor consultó con al-Mushafi la posibilidad de respetarle la vida, pero el chambelán se negó. Por insistencia suya, Almanzor ordenó asesinar al pretendiente. De esta manera, al-Mushafi cumplía el encargo del difunto califa de asegurar el trono para su hijo Hisham.
Confirmado como chambelán por Hisham, colocó a tres de sus hijos y a otros parientes cercanos en importantes puestos de la Administración, para disgusto de las principales familiar árabes que habían copado estos puestos anteriormente. El nombramiento le elevó a la posición de mayor poder de la Administración omeya. Al mismo tiempo, Almanzor fue nombrado visir y logró el puesto clave de intermediario entre al-Mushafi y la Administración y el califa y su madre —que había depositado en él gran confianza—.
Pronto, sin embargo, cometió un grave error político: no supo responder con energía a las correrías de los Estados cristianos y propuso medidas defensivas que no satisficieron a Subh. Almanzor, por el contrario, abogó por una respuesta militar y logró el mando de las tropas de la capital para realizar una campaña punitiva, que comenzó en febrero de 977. El éxito de esta empresa supuso el comienzo de la decadencia del poder de al-Mushafi. A pesar de su anterior enemistad, este trató de ganarse las simpatías del poderoso alcaide fronterizo Gálib colmándole de honores y otorgándole un nuevo título, el de doble visir y manteniéndole al frente de los ejércitos fronterizos. Inicialmente, Gálib se alió con Almanzor contra el chambelán durante la segunda campaña del 977 y este logró la prefectura de la capital, que hasta ese momento había ostentado uno de los hijos de al-Mushafi. Para reforzar su posición, solicitó la mano de una hija de Gálib, Asma, para uno de sus hijos, tratando así de forjar una alianza entre ambos contra Almanzor. Aceptada la propuesta al comienzo, las presiones de la corte azuzadas por Almanzor llevaron a que se rompiese el compromiso y fuese el propio Almanzor el que tomase por esposa a la hija de Gálib.
Este revés y los nuevos éxitos militares de Gálib y Almanzor llevaron a que aquel fuese nombrado segundo chambelán, situación inaudita, a instancias de Subh. Este nombramiento supuso su apartamiento del poder, a pesar de seguir ostentando el título de chambelán, cuyas funciones desempeñaban en realidad sus dos adversarios. A finales de año, cayó en desgracia definitivamente y Almanzor le sustituyó en el puesto de chambelán.

## Últimos años
Apartado del poder junto con sus familiares, pasó intermitentemente por la cárcel y tuvo que sufrir continuas humillaciones a manos de Almanzor y Gálib, que le obligaron a vivir en condiciones miserables y a acompañarlos en algunas expediciones militares. Tras suplicar en vano el perdón en varias ocasiones, acabó muriendo en el 983, quizá envenenado por orden del Almanzor.